# Grouvellinus
Grouvellinus is een geslacht van kevers uit de familie beekkevers (Elmidae). Sinds 2018 worden zo'n 40 soorten onderscheiden.

## Soorten
- Grouvellinus aeneus (Grouvelle, 1896) — Indonesië
- Grouvellinus amabilis Delève, 1970 — Vietnam
- Grouvellinus andrekuipersi Freitag, Pangantihon & Njunjić, 2018[4] — Maleisië
- Grouvellinus atratulus Grouvelle, 1911
- Grouvellinus babai Nomura, 1963 — Taiwan, Japan
- Grouvellinus bishopi Jäch, 1984 — Maleisië
- Grouvellinus brevior Jäch, 1984 — Nepal
- Grouvellinus carinatus Jäch, 1984 — Nepal
- Grouvellinus carus Hinon, 1941 — China
- Grouvellinus caucasicus (Victor, 1839) — Armenië, Georgië, Griekenland, Iran, Irak, Israël, Libanon, Rusland, Syrië, Turkije
- Grouvellinus chinensis Mařan, 1939 — China
- Grouvellinus duplaris Champion, 1923 — India
- Grouvellinus frater (Grouvelle, 1896) — Indonesië
- Grouvellinus hadroscelis Jäch, 1984 — Nepal
- Grouvellinus hercules Jäch, 1984 — China, Nepal
- Grouvellinus hygropetricus Jeng & Yang, 1998 — Taiwan
- Grouvellinus impressus Jäch, 1984 — Indonesië
- Grouvellinus leonardodicaprioi Freitag, Pangantihon & Njunjić, 2018[4] — Maleisië
- Grouvellinus marginatus (Kôno, 1934) — Japan
- Grouvellinus modiglianii (Grouvelle, 1896) — Indonesië
- Grouvellinus montanus Jeng & Yang, 1998 — Taiwan
- Grouvellinus nepalensis Delève, 1970 — China, Nepal
- Grouvellinus nitidus Nomura, 1963 — Japan
- Grouvellinus orbiculatus Dongju & Sun, 2016[5] — China
- Grouvellinus pelacoti Delève, 1970 — Vietnam
- Grouvellinus pilosus Jeng & Yang, 1998 — Taiwan
- Grouvellinus punctatostriatus Bollow, 1940 — Myanmar
- Grouvellinus quest Freitag, Pangantihon & Njunjić, 2018[4] — Maleisië
- Grouvellinus rioloides (Reitter, 1887) — Afghanistan, China, Kazachstan, Kirgizië, Tadzjikistan, Turkmenistan, Oezbekistan
- Grouvellinus sagittatus Dongju & Sun, 2016[5] — China
- Grouvellinus sculptus Bollow, 1940 — Myanmar
- Grouvellinus setosus Delève, 1970 — Vietnam
- Grouvellinus silius Hinton, 1941 — Indonesië
- Grouvellinus sinensis (Grouvelle, 1906) — China
- Grouvellinus subopacus Nomura, 1962 — Japan
- Grouvellinus sumatrensis Jäch, 1984 — Indonesië
- Grouvellinus thienemanni Jäch, 1984 — Indonesië
- Grouvellinus tibetanus Jäch, 1984 — China, Nepal
- Grouvellinus tonkinus Grouvelle, 1889 — Vietnam
- Grouvellinus unicostatus Champion, 1923 — India